# Golf de Dijon
Le Golf de Dijon ou Golf Jacques Laffite Dijon-Bourgogne est un golf de 18 trous, par 72 d'une longueur de 5 973 m, situé sur la commune de Norges-la-Ville (10 km au nord de Dijon).

## Description
Dessiné en 1971 par l'architecte Mickaël Fenn, le parcours est créé dans les bois de Norges-La-Ville.
Il accueille chaque année, l'Open International de Bourgogne, le Trophée des Grands Crus, le Jacques Laffite Classic, ainsi que le Trophée des Managers.
Le Golf de Dijon propose également un restaurant gastronomique, un pro-shop, une piscine et des terrains de tennis.

## Niveau
- Pro et tout niveau